# I Will Love You Monday
I Will Love You Monday – singel duńskiej wokalistki Aury Dione promujący jej pierwszy studyjny album Columbine. Autorami tekstu piosenki są: Aura Dione, Viktoria Sandström, Patrik Berggren, David Åström. W Europie singel jako pierwszy promował jej debiutancki album i został wydany 10 października 2009 roku, natomiast w rodzimej Danii utwór „I Will Love You Monday” promował album Columbine jako trzeci i był wydany w sierpniu 2008 roku.
W Niemczech utwór dotarł na sam szczyt notowania, utrzymując się na nim przez 4 tygodnie. W Szwajcarii i Austrii singel zajął miejsce 2. W rodzimej Danii natomiast u klasyfikował się tylko na miejscu 20.

## Teledysk
Teledysk do utworu przedstawia wokalistkę tańczącą pośród różnorakich par butów.

## Formy i lista utworów singla
- Digital download

1. „I Will Love You Monday (365)”
2. „I Will Love You Monday”
3. „I Will Love You Monday (365)” (Ian Pooley Clubmix)
4. „I Will Love You Monday (365)” (Ian Pooley Remix)

- CD maxi single

1. „I Will Love You Monday (365)”
2. „I Will Love You Monday”
3. „I Will Love You Monday (365)” (Ian Pooley Clubmix)

- CD single

1. „I Will Love You Monday (365)”
2. „I Will Love You Monday”

## Notowania na listach
| Lista przebojów (2008)/(2009) | Najwyższa pozycja |
| ----------------------------- | ----------------- |
| Austria Ö3 Austria Top 40     | 2                 |
| Słowenia Singles Charts       | 1                 |
| Czechy IFPI                   | 15                |
| Dania IFPI                    | 20                |
| Europa Hot 100 Singles        | 8                 |
| Holandia Mega Single Top 100  | 58                |
| Niemcy Media Control AG       | 1                 |
| Polska Polish Top 50          | 12                |
| Słowacja IFPI                 | 14                |
| Szwajcaria Media Control AG   | 2                 |
| Węgry Rádiós Top 40           | 22                |

### Certyfikacje
| Państwo    | Status  |
| ---------- | ------- |
| Niemcy     | Platyna |
| Szwajcaria | Złoto   |